# Epitom
En epitom är en förkortad version av ett litterärt verk. Många antika skrifter, till exempel många av böckerna i Titus Livius  Ab Urbe Condita , finns idag bara kvar som epitomer.